# Dobroměřice
Dobroměřice település Csehországban, Lounyi járásban. Dobroměřice Raná, Lenešice és Louny településekkel határos. Lakosainak száma 1439 fő (2024. január 1.).

## Népesség
A település lakosságának változását az alábbi diagram mutatja:
| Lakosok száma | 305  | 579  | 841  | 1020 | 1133 | 1292 | 1393 | 1391 | 1407 | 1439 |
|               | 1869 | 1890 | 1921 | 1950 | 1980 | 2001 | 2017 | 2019 | 2022 | 2024 |